# Tintin reporter
Pour les articles homonymes, voir Tintin (homonymie) et Reporter (homonymie).
Tintin reporter est un ancien journal périodique de bandes dessinées.
À la disparition du titre original Tintin en novembre 1988, il continua un mois plus tard sous le nom Tintin reporter, publié par Yeti Presse.
La version française avait déjà été arrêtée en 1972 et continuait sous différents noms (Tintin l'Hebdoptimiste, Nouveau Tintin) jusqu'en 1988. Tintin reporter ne survécut que quelques mois et fut suivi par Hello Bédé en septembre 1989.   
La version finale, de nouveau publiée par Lombard, continua jusqu'en 1993.